# Шевле, Антип Николаевич
Антип Николаевич Шевле (по паспорту Николаев; (24 июля 1924, д. Кумбалы, Чувашская АО — 3 марта 1990, Чебоксары) — чувашский писатель, журналист.
Заслуженный деятель культуры Чувашской АССР (1984).

## Биография
В августе 1943 года был призван в ряды Вооруженных Сил СССР. Служил на Дальнем Востоке. Принимал участие в боях с японскими войсками. Во время службы сотрудничал с армейской печатью.
В 1949—1970 годах лейтенант А. Н. Николаев работал военным журналистом, был литературным сотрудником, начальником отдела редакции газеты «Советский воин» Краснозаменского Сибирского военного округа. Его корреспонденции, очерки и зарисовки печатались в газете «Красная Звезда», журналах «Советский воин», «Советский моряк», «Гражданская авиация».
Вернувшись на гражданскую службу, работал ответственным секретарём правления Союза журналистов Чувашии, написал десятки произведений, посвящённых подвигам земляков в Великой Отечественной войне.
С 1978 в Союзе писателей СССР.

## Произведения
Очерки, новеллы автора печатались в Москве, Чебоксарах, Новосибирске, Барнауле в авторских сборниках и журналах.
Много писал он о героях Чувашского края. Вошедшие в восьмитомный документальный сборник «Память солдатского сердца» (чув. Салтак чĕрин астăвăмĕ) очерки стали неувядаемым литературным памятником. Кроме этого, напечатаны около 20 книг:
- «Салтак юратăвĕ» / Солдатская любовь;
- «Шавлăр, хурамасем» / Шумите, вязы;
- «Полк анăçалла васкать»/ Полк идёт на запад;
- «Салтак мухтавĕ» / Солдатская слава;
- Боевая слава Чувашии;
- 139-я Рославльская Краснознаменная;
- Память солдатского сердца;
- Их было восьмеро;
- Ни шагу назад;
- Фронтовичка.

## Награды
- Заслуженный деятель культуры Чувашской АССР (1984).
- За сборник очерков «Солдатская слава» был награждён премией Союза журналистов Чувашии им С. В. Эльгера, за книги очерков «Подвиг героев бессмертен» и «Юность тундры» — премия им. Аркадия Гайдара.